# The Coalition
The Coalition (anciennement Zipline Studios, Microsoft Game Studios Vancouver et Black Tusk Studios) est un développeur de jeux vidéo canadien basé à Vancouver. The Coalition est surtout connue pour avoir développé des jeux dans la série Gears of War après l'acquisition de la franchise d'Epic Games par Xbox.

## Histoire
Le studio a été formé en février 2010 sous le nom de Zipline Studios et, sous ce nom, a développé le jeu Facebook, Relic Rescue. 
En mai 2011, le studio a été renommé Microsoft Game Studios Vancouver, car il s'est éloigné des jeux sociaux, travaillant plutôt sur le jeu Microsoft Flight et le Project Columbia utilisant Kinect. Le 25 juillet 2012, le projet Columbia et les développements ultérieurs sur Microsoft Flight ont été annulés, les 35 employés étant licenciés. Le 29 novembre 2012, le studio a été renommé Black Tusk Studios et a été chargé de créer une nouvelle franchise majeure pour Microsoft Studios afin de rivaliser avec leur populaire franchise Halo. 
Le 27 janvier 2014, il a été annoncé que Microsoft avait acquis la franchise Gears of War auprès d'Epic Games et que Black Tusk Studios se chargerait du développement des futurs jeux de la série. Dans le cadre de l'acquisition de Gears of War, Microsoft a également embauché Rod Fergusson, qui était le producteur exécutif des trois premiers jeux Gears of War, pour superviser le développement. 
Le 3 juin 2015, Fergusson a annoncé que Black Tusk Studios avait été renommé The Coalition ; de manière similaire au nouveau studio qui s'occupera de la licence Halo, 343 Industries créé par Microsoft. The Coalition fait référence à une entité dans la franchise Gears of War - La Coalition des Gouvernements Unis. 
Le 10 mai 2021, The Coalition confirme avoir plusieurs projets en développement, et annonce leur transition à l'Unreal Engine 5. 
Le 9 juin 2024, lors de la conférence Xbox, The Coalition officialise Gears of War: E-Day, Marcus et Dom sont de retour dans un préquel se déroulant quatorze ans avant le premier épisode de la licence. On retrouvera les deux personnages emblématiques de la première trilogie dans leurs versions plus jeunes, alors qu'ils commencent leur lutte contre l'invasion des Locustes.

## Jeux développés
| Année                             | Jeu                            | Plateforme (s)                           | Metacritic               |
| --------------------------------- | ------------------------------ | ---------------------------------------- | ------------------------ |
| Zipline Studios:                  |                                |                                          |                          |
| 2011                              | Relic Rescue                   | Facebook                                 | N / A                    |
| Microsoft Game Studios Vancouver: |                                |                                          |                          |
| 2012                              | Microsoft Flight               | Microsoft Windows                        | (PC) 64/100              |
| The Coalition:                    |                                |                                          |                          |
| 2015                              | Gears of War: Ultimate Edition | Microsoft Windows, Xbox One              | (PC) 73/100 (XB1) 82/100 |
| 2016                              | Gears of War 4                 | Microsoft Windows, Xbox One              | (PC) 86/100 (XB1) 84/100 |
| 2019                              | Gears 5                        | Microsoft Windows, Xbox One, Xbox Series | (PC) 83/100 (XB1) 86/100 |
| 2020                              | Gears Tactics                  | Microsoft Windows, Xbox One, Xbox Series | (PC) 80/100 (XS) 82/100  |
| 2026                              | Gears of War: E-Day            | Microsoft Windows, Xbox Series           |                          |